# IC 2913
IC 2913 est une galaxie lenticulaire située dans la constellation de l'Hydre à environ 76 millions d'années-lumière de la Voie lactée. Elle a été découverte par l'astronome américain Lewis Swift en 1898.
IC 2913 renferme des régions d'hydrogène ionisé.
Selon Vaucouleurs et Corwin, NGC 3717 et IC 2913 forment une paire de galaxies.

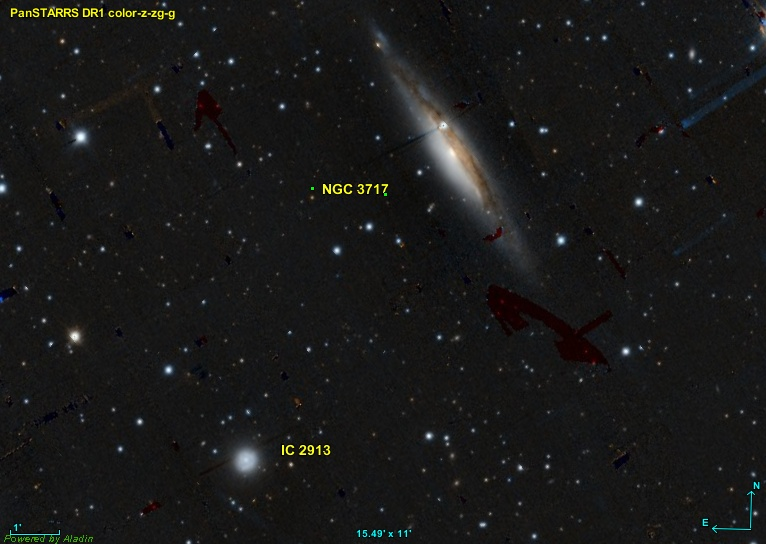
La paire de galaxies NGC 3717 et IC 2913.